# Titanic: Honor and Glory
Titanic: Honor and Glory é um jogo eletrônico atualmente em desenvolvimento pela Vintage Digital Revival. A acção irá decorrer na trágica viagem inaugural do transatlântico RMS Titanic, sendo que irá figurar no jogo a mais fiel representação digital do navio feita até hoje, juntamente com uma reprodução da cidade portuária de Southampton tal como era em 1912. O jogo pretende não servir apenas de entretenimento, mas também servir de memorial e homenagem a todos aqueles que perderam a vida no naufrágio.
O projecto foi inicialmente custeado através de campanhas de crowdfunding; todavia, durante um podcast a 10 de Abril de 2015, o director Thomas Lynskey anunciou que a equipa criativa se afastaria do financiamento colectivo de modo a empenhar-se mais afincadamente no desenvolvimento do jogo propriamente dito.

## Sinopse
O jogo centra-se num jovem americano, formado na Universidade de Oxford, chamado Owen Robert Morgan.
Após ter sido incriminado numa série de roubos e assassinatos, Morgan embarca no Titanic num último esforço para ser ilibado ao desmascarar os verdadeiros culpados.

### Modos de jogo adicionais
Há planos para três modos de jogo adicionais, a serem incluidos. O mais proeminente é o Tour Mode, que permitirá ao jogador explorar o interior completo do navio e a cidade de Southampton, sem as restrições do Story Mode. Outro modo de jogo, o Simulator Mode, dará a oportunidade de conduzir o Titanic no oceano. O terceiro modo planeado é o Multiplayer Mode, que ainda está a ser delineado, que deverá permitir mais do que um jogador.

## Desenvolvimento
O desenvolvimento do jogo começou em Novembro de 2012, após o cancelamento do Titanic: Lost in the Darkness, um mod para o Crysis 2. A 25 de Dezembro de 2012, foi lançada a primeira pré-visualização do jogo, mostrando uma visão da Grande Escadaria. Nessa altura, a equipa criativa estava a usar a CryEngine 3 para desenvolver o jogo; desde então, mudaram para a Unreal Engine 4. A 7 de Março de 2015, foi lançada a primeira pré-visualização do jogo na Unreal Engine 4, através do YouTube. Mostrava uma animação da Sala de Recepção do Convés D, a afundar em tempo real. No início de Abril de 2015, foi lançado um pequeno demo, onde se podiam observar poucas salas do navio, incluindo a Sala de Recepção de Primeira Classe, a Sala de Jantar de Terceira Classe, a Scotland Road, e os Banhos Turcos. A 30 de Julho de 2015, teve lugar um podcast para divulgar actualizações do projecto, durante o qual foram lançadas várias novas imagens da Grande Escadaria. Nesse mesmo dia, foi aberto um fórum de discussão oficial.